# مدرسة فيزماث (يريفان)
رسمياً المدرسة المتخصصة في الفيزياء والرياضيات التي تحمل اسم «أرتاشيس شاهينيان» تحت جامعة يريفان الحكومية، والمعروفة بالعامية باسم مدرسة PhysMath (فيزماث)، هي مدرسة ثانوية مملوكة للدولة تقع في يريفان عاصمة أرمينيا.وهي حالياً من بين المجمعات التعليمية الرائدة في يريفان. المدرسة لديها فرع في خانكندي. عاصمة ولاية جمهورية مرتفعات قرة باغ غير المعترف بها.

## نظرة عامة
تأسست مدرسة فيزماث في عام 1965 في الانتماء إلى جامعة يريفان الحكومية ومن خلال جهود الأستاذ أرتاشيس شاهينيان. بعد وفاة وفاة شاهينيان في عام 1978، سميت المدرسة باسمه.
تشتهر المدرسة بدورها في إعداد معلمي الفيزياء والرياضيات. وقد احتلت المرتبة الأولى في أرمينيا للسنة الدراسية 2013-2014.
مدير المدرسة الحالي هو Haykaz Navasardyan، الذي يخدم منذ عام 2002.

## وصلات خارجية
- Official website